# Vijvergebied Midden-Limburg
Het vijvergebied Midden-Limburg is een vijverrijk kerngebied in De Wijers, een regio in het midden van de Belgische provincie Limburg.
Het gebied is ruwweg gelegen ten zuiden van de E314, ten oosten van het Albertkanaal en ten westen van de spoorlijn van Hasselt naar Mol. Het ligt dus, zoals de naam al aangeeft, in het midden van de provincie Limburg en is het grootste vijvergebied van heel België met een totale oppervlakte van ruim 4000 ha. Het landschap is zeer bosrijk met zowel loof- en naaldbomen maar ook zijn er zeer waardevolle landbouwgebieden en een grote verscheidenheid aan fauna en flora. Daarin liggen zowat 1.175 vijvers, of wijers in het dialect, met een wateroppervlakte van 700 hectare.
Wel het bekendste wandelgebied in deze streek is de Platwijers bij Zonhoven. Het gebied is ruwweg in drie te delen: natuurreservaat Wijvenheide in het noordoosten (gemeente Zonhoven), natuurreservaat Platwijers in het zuidwesten (gemeenten Hasselt en Zonhoven) en het westelijke gedeelte dat in de gemeente Hasselt ligt.

## Geschiedenis
Deze vijvers zijn kunstmatig gegraven door mensen, in de 12de eeuw werden er grote groeven gemaakt om ijzererts op te graven. Later had men het plan om die groeven iets dieper te maken om zo vissen te kweken. Het water voor de vijvers werd aangevoerd door plaatselijke beken.
Het vijvergebied maakte historisch deel uit van het Land van Vogelsanck maar na de Franse overheersing kwam het te liggen in de gemeenten Heusden-Zolder, Hasselt en Zonhoven.
Het Agentschap voor Natuur en Bos is een van de instanties die veel aankopen doet om het vijvercomplex te behouden.
Tot de dierenwereld behoren onder meer de roerdomp en de boomkikker. Het gesteeld glaskroos en de pilvaren zijn zeldzame vertegenwoordigers van de plantenwereld.

## Toerisme
De laatste 50 jaar is er een groeiend toerisme gekomen dankzij de vele hotels en recreatiemogelijkheden zoals: Domein Bovy, Heidestrand en Circuit Zolder. Maar zijn er ook veel historische waardevolle gebouwen te vinden zoals het kasteel Vogelsanck en het kasteel Terlaemen.
Midden in het gebied ligt ook de Kapel van Onze-Lieve-Vrouw van Altijddurende Bijstand in de Hasseltse deelgemeente Stokrooie.